# Accordéon à touches piano
Un accordéon à touches piano est doté d'un clavier droit tel celui d'un clavier de piano ou d'orgue. Le mécanisme et le mode de fonctionnement de la main droite se rapprochent plus d'un toucher pour orgue que pour piano, puisque ce sont tous deux des instruments à vent. Le terme « accordéon-piano » est dû à Guido Deiro vers 1910. Quant au registre de main gauche, il peut être équipé de tous les types de nomenclatures possibles. 
Par rapport au clavier de piano, les touches sont plus arrondies, plus petites et plus légères au toucher (la pression requise pour enfoncer est moindre qu'une touche de piano).
Celles-ci sont placées à la verticale sur le côté, tournées vers le centre et les 'jeux', les rendant toutes accessibles d'une seule main lorsqu'on manipule l'accordéon.

## Histoire
Le premier accordéon à avoir un clavier piano fut probablement introduit en 1852 par Bouton de Paris. D'autres sources clament que le premier accordéon-piano fut fabriqué en 1854 par Allgemeine Deutsche Industrieausstellung à  Munich et présenté par le luthier Mattäus Bauer.
L'accordéon à touches piano devint rapidement un compétiteur à l'accordéon diatonique. 
Aux États-Unis, l'accordéon-piano connu une forte popularité entre 1900-1930, il doit sa grande popularité, en partie à cause de sa large distribution, mais aussi à l'arrangement des claviers qui facilitait l'enseignement pour de nombreux immigrants européens. L'image du clavier de l'accordéon-piano fut aussi propulsée par la popularité de l'artiste de vaudeville Guido Deiro et son frère Pietro qui se produisirent sur scène, dans de nombreux enregistrements et à la radio. Les contemporains des Deiro, s'inspirèrent de leur succès, au point où un jour le joueur Pietro Frosini dissimula les touches du clavier de son accordéon chromatique, de façon à ressembler à celui de l'accordéon-piano, afin de ne pas paraître trop vieux-jeu..
En 1972, l'accordéon à touches piano dominait les continents anglo-saxons, l'Amérique du Nord, l'Écosse, ainsi que certains pays d'Europe de l'Est. D'autres systèmes de touches se retrouvent quant à eux en Scandinavie, France, Belgique et les pays de l'ex-Union soviétique. L'accordéon-piano est aussi prédominant en Italie, Nouvelle-Zélande et l'Australie.